# Volare (Fabio Rovazzi)
Volare è un singolo del cantante italiano Fabio Rovazzi, pubblicato il 19 maggio 2017.
Scritto dallo stesso Rovazzi in collaborazione con il rapper italiano Danti, il brano ha visto la partecipazione vocale del cantante italiano Gianni Morandi, segnando la prima collaborazione di Rovazzi con un altro artista. Nel 2024 è stato inserito nella lista tracce dell'EP di debutto dell'artista, Fabio Rovazzi EP.

## Antefatti e pubblicazione
Il 26 aprile 2017, il portale web Dagospia riporta un'indiscrezione secondo la quale Rovazzi starebbe lavorando alla realizzazione di un terzo singolo che avrebbe visto la partecipazione di Morandi. Vari siti riportano, come possibile titolo della nuova canzone Mi fai volare.
Il 15 maggio viene confermata come veritiera tale notizia, attraverso la pagina Facebook di Rovazzi stesso, dove viene pubblicata un'immagine di copertina del singolo, dove compaiono sia lui sia Morandi.

## Video musicale
Pubblicato contemporaneamente al lancio del singolo, come per i precedenti singoli di Rovazzi, anche in questo caso sono numerose le star del mondo della musica, dello sport, della televisione e del web a comparire nel video musicale del brano. Tra i tanti, si ricordano Maccio Capatonda, Salvatore Esposito, Javier Zanetti, Lodovica Comello, Frank Matano, J-Ax, Fedez e Angelo Duro.
Dopo un dialogo con un malato in fin di vita, Rovazzi decide di seguire un consiglio da lui lasciatogli: per affrontare l'odio della gente verso di lui e verso le sue canzoni, l'unico modo sarebbe cercare la collaborazione musicale di Morandi. Così, con l'aiuto di due individui vestiti in modo mimetico (che si scopriranno poi essere Fedez e J-Ax), Rovazzi cattura Morandi e lo minaccia (di fronte all'iniziale rifiuto di quest'ultimo di collaborare con lui), attraverso un previo rapimento della moglie del cantautore, Anna. Alla fine, si scopre che Anna stessa aveva organizzato il suo rapimento come forma di ricatto, per far sì che Gianni non restasse sempre chiuso in casa.
Oltre ciò il video ha detenuto pure un record, per un video italiano; 2,7 milioni di visualizzazioni su YouTube nel primo giorno della pubblicazione.

## Tracce
Download digitale
1. Volare (feat. Gianni Morandi) – 3:47

Download digitale – remix
1. Volare (feat. Gianni Morandi) (Michael Feiner Remix) – 5:28

## Classifiche
| Classifica (2017) | Posizione massima |
| ----------------- | ----------------- |
| Italia            | 2                 |